# Консервативные демократы
Консервативные демократы — так в американской политике называют членов Демократической партии, придерживавшихся консервативных или относительно консервативных политических взглядов. Среди американских демократов консерватизм наиболее популярен в южных штатах и в меньшей степени в сельских регионах ряда штатов, чаще на Западе США.
В XIX веке внутри Демократической партии влияние консервативного крыла в целом преобладало, особенно усилившись после Гражданской войны, в то время как в соперничающей с ними Республиканской в целом преобладало более либеральное прогрессивистское крыло. Перелом произошёл в 1910-х годах, когда дважды президентом избирался Вудро Вильсон, близкий по своим взглядам к либералам и прогрессистам. В это время либеральные республиканцы, проиграв во внутрипартийной борьбе, начинают покидать свою партию. Окончательно консервативное крыло демократов потеряло свои доминирующие позиции в 1930-х—1940-х годах при президентах Ф. Д. Рузвельте и Г. Трумэне. Недовольство демократов-консерваторов тем, что в партии возобладали антирасистские настроения, привело к тому, что в 1948 году они основали свою собственную партию. Впрочем, после провала на выборах того же года большинство раскольников вернулись.
В 1950-х годах влияние консерваторов в Демократической партии продолжало падать, что сопровождалось уходом из неё влиятельных и известных деятелей, в частности Р. Рейгана. Политика президентов-демократов, направленная на ликвидацию расовой сегрегации на Юге и провозглашение в 1964 году «новой южной стратегии» республиканцев привели к тому, что часть консерваторов перешла в Республиканскую партию, часть создала свою партию, часть осталась в Демократической партии, составив там группу «демократов синей собаки», то есть демократов, голосующих как республиканцы.
После 1980 года республиканцы стали главным образом правоцентристской партией, с очень влиятельным консервативным крылом, во главе которого стоят такие деятели как Ньют Гингрич, Трент Лотт и Том Дилей, в то время как демократы превратились в целом левоцентристскую партию, в которой доминируют умеренные Новые демократы, возглавляемые в разное время Б. Клинтоном, А. Гором и Э. Баем.
Преобразование так называемого Глубокого Юга из «бастиона демократов» в «республиканскую крепость» фактически завершилось после республиканской революции 1994 года. В 2004 году из политики ушёл сенатор от Джорджии Зелл Миллер, пожалуй, последний традиционный консервативный южный демократ, с 2003 года неоднократно критиковавший Демократическую партию и публично поддержавший ряд кандидатов-республиканцев, в частности Джорджа Буша-младшего.
С 1994 года консервативные демократы были организованы в Палате представителей, как Коалиция синей собаки.

## История

### 1828—1860: От Джексона к гражданской войне
В 1828 году раскол в рядах Демократическо-республиканской партии положил начало первой в мире современной массовой политической партии. Она была создана сторонниками губернатора Флориды Эндрю Джексона и получила название Демократическая (англ. Democratic Party). Новая партия одержала уверенную победу на первых для себя президентских выборах 1828 года, положив начало Второй партийной системе. Демократы 1830-х—1840-х годов выступали за сильную исполнительную власть и против банка Соединённых Штатов, а также за минимизацию вмешательства государства в экономику и политику. Значительную часть электората партии составляли жители Юга (дикси), она была тесно связана с плантаторами-рабовладельцами и банкирами. Вследствие этого демократы в большинстве своём занимали консервативные позиции, выступая против значительных изменений в политике и экономике США, в частности против отмены рабства и против протекционизма, не желая торговых войн с Англией, крупнейшим покупателем американского хлопка.
На выборах 1860 года демократы раскололись на северную и южную фракции. Не сумев договориться о едином кандидате, каждая группа выдвинула своего претендента. Раскол усугубился тем, что часть демократов и вовсе вышли из партии, основав Партию конституционного союза (англ. Constitutional Union Party) и выдвинув своего кандидата. В результате на выборах победил республиканец А. Линкольн, что спровоцировало отделение южных штатов и Гражданскую войну. Во время войны образовалась группа так называемых «военных демократов», в основном северян, которые поддерживали Линкольна. Многие из них после войны присоединились к республиканцам, что ещё больше усилило консервативное крыло в Демократической партии.

### 1876—1964: «Твёрдый Юг»
С самого начала южные штаты оказывали надёжную электоральную поддержку кандидатам Демократической партии. В 1850-х—1860-х годах позиции демократов на Юге усилились. Связано это было с тем, что более либеральная и более городская Республиканская партия с момента своего создания защищала интересы промышленного урбанизированного Севера и боролась против рабства, а после победы в Гражданской войне попыталась осуществить Реконструкцию Юга. Эта политика вызывала отторжение у белых южан, которые для противодействия ей сплотились вокруг более консервативной Демократической партии. Во всех президентских выборах от 1876 до 1948 года, за исключением 1928 года, когда от демократов баллотировался католик Эл Смит, Демократическая партия неизменно выигрывала голосования в южных штатах. Тогда и появился термин «Твёрдый Юг», которым обозначали южные штаты, традиционно голосующие за демократов.

### 1874—1896: Рост аграрного популизма
Гринбекеров, популистов и аграрианизм часто приводят в качестве первых по-настоящему левых политических движений в США. Они действительно предлагали радикальные по меркам того времени способы решения экономических и социальных проблем, но по сегодняшним меркам предстают довольно консервативными. Историк Ричард Хофштадтер придерживается мнения, что популистские и аграрные движения 1870-х—1890-х годов, несмотря на свою левизну в экономических и социальных вопросах, послужили основой для появившихся позднее правых и реакционных течений.
Во второй половине XIX века в США сложилась ситуация, когда во многих штатах доминировала одна или другая партия. В то же время политическое доминирование одной партии не привело к идеологическому однообразию. Реальная политическая борьба нередко велась не на основных выборах, а на предварительных. Например, на Юге США друг с другом соперничали левые демократы-популисты и консервативные демократы, в то время как на Западе и в Новой Англии, в которых доминировала Республиканская партия, судьба выборов в основном решалась в противостоянии между прогрессивными и консервативными республиканцами.
Так как во многих южных штатах почти не было республиканцев, они не могли вести реальную борьбу на выборах, в результате чего консервативные демократы не имели альтернативы. Этим во многом и объясняется успех в южных штатах популистов и аграрианистов, на которых обратили своё внимание избиратели, недовольные политикой властей. Пиком аграрного популизма стал 1896 год, когда кандидатом демократов на пост президента стал сторонник биметаллизма и член Палаты представителей от Небраски Уильям Брайан, получивший поддержку популистов и Серебряной республиканской партии (создана республиканцами-биметаллистами). После его поражения на выборах популистские и аграрные движения пошли на спад.

### 1932—1948: Рузвельт и «Коалиция нового курса»
Выборы 1932 года ознаменовали крах Четвёртой партийной системы и привели к формированию Пятой, кардинально изменив политический ландшафт США. Ф. Д. Рузвельт сумел создать «Коалицию нового курса» (англ. New Deal coalition), объединившую демократические партии штатов, «политические машины» (англ. Political machine), профсоюзы и входивших в них рабочих, меньшинства (католики и афро-американцы), фермеров, белых южан (преимущественно бедных), безработных и либерально настроенную интеллигенцию. Успешная политика Рузвельта и созданная им коалиция обеспечили демократам в период с 1932 по 1964 год семь побед из девяти на президентских выборов, а также контроль над обеими палатами Конгресса в течение большей части этого времени.
Программа Рузвельта затрагивала в основном экономические вопросы, и, таким образом, смогла стать общей платформой как для большинства либералов, так и для многих консерваторов, в том числе южных демократов. В то же время коалиция, как правило, придерживалась либеральных предложений во внутренних делах и именно в те годы в американской политике начали широко использовать термин «либеральный» по отношению к сторонникам рузвельтовского курса, в то время как «консерваторами» обозначали их противников. Таким образом политика Рузвельта привела к ослаблению консервативного крыла Демократической партии. Неудивительно, что некоторые консервативные демократы выступали против Рузвельта и «Нового курса», в том числе член Палаты представителей Сэмюэль Б. Петтенджилл, сенаторы Гарри Ф. Бёрд, Раш Д. Холт-старший и Джозайя Бейли.
Именно при Рузвельте в Демократической партии стало расти количество противников законов Джима Кроу и политики расовой сегрегации, что вызвало недовольство южных демократов, большинство из которых оставались сегрегационистами.

### Демократы-противники «Нового курса»
В 1930-х—1940-х годах получили популярность некоторые радикальные популистские предложения, которые и Рузвельт, и большинство демократов не были готов поддержать. В основном инициаторами этих идей выступали радиопроповедник Чарльз Коглин, сенатор от штата Луизиана Хьюи Лонг, врач Фрэнсис Таунсенд и писатель Эптон Синклер. Изначально они выступали в поддержку «Нового курса», но позже перешли в оппозицию, считая, что Рузвельт недостаточно последователен в защите интересов народа. Так, бывший социалист Синклер основал общественное движение «Покончим с бедностью в Калифорнии!», которое пыталось решить проблемы безработицы путём организаций кооперативных производств на заброшенных предприятиях. Лонг выступил с программой «Поделите наше богатство» (Share Our Wealth), в основе которой лежали введение высоких налогов для богатых и ограничений на их доходы и имущество. Таунсенд пропагандировал необходимость введения «пенсии по старости». Коглин, помимо антисемитизма, также прославился идеями национализации основных отраслей промышленности и железных дорог в сочетании с денежной реформой. Эти популистские инициативы привлекли к их авторам немало сторонников, но попытка Коглина, Таунсенда и последователей умершего к тому времени Лонга создать свою партию и выступить на выборах отдельно от демократов завершилась разгромом на выборах 1936 года. Несмотря на свою левизну, эти популистские предложения касались исключительно экономических вопросов и поэтому были привлекательны для многих консервативных демократов из числа бедных южан. Некоторые историки сегодня считают, что основной базой поддержки предложений Коглина, Лонга, Таунсенда и Синклера был консервативный средний класс белых, недовольный резким ухудшением своего экономического положения во время Великой депрессии.
Среди критиков «Нового курса» была и группа журналистов, считавших себя классическими либералами и демократами старой школы, выступавших против «Большого правительства». К ним относятся Альберт Джей Нок и Джон Т. Флинн, чьи взгляды впоследствии сильно повлияли на либертарианское движение.

### 1937—1963: Консервативная коалиция
В 1936 году республиканцы были разгромлены на выборах в Конгресс, получив в Сенате лишь 17 мест из 96, а в Палате представителей — 89 из 431. Это могло привести к резкому усилению либеральных сил, что не понравилось консервативным демократам. В декабре 1937 года сенатор Джозайя Бэйли опубликовал «Консервативный манифест», в котором он представил ряд консервативных принципов, призвав, в частности, к сбалансированности федерального бюджета и соблюдению прав штатов. Этот документ вызвал широкий резонанс в стране, положив начало созданию неформальной Консервативной коалиции, объединившей консервативных конгрессменов от обеих партий. На выборах в Конгресс 1938 года республиканцы смогли увеличить своё представительство в обеих палатах. После этого консервативные демократы и республиканцы Конгресса часто голосовали совместно по важным экономическим проблемам, таким образом, отклонив многие предложения либеральных демократов. В то же время некоторые либеральные меры, в частности, законы о минимальной заработной плате, удалось провести через Конгресс в результате раскола внутри консервативной коалиции. Коалиция доминировала в Конгрессе с 1937 по 1963 год и оставалась влиятельной политической силой вплоть до середины 1980-х годов, окончательно распавшись в 1990-х годах.

### 1948—1968: Проблема сегрегации
В 1948 году по инициативе президента Г. Трумэна была запрещена сегрегация в армии США, создана постоянная Комиссия по справедливой практике найма на работу и начата разработка федерального закона против линчевания. В ответ часть южных демократов во главе с сенатором от Южной Каролины С. Тэрмондом основали Демократическую партию прав штатов (англ. States' Rights Democratic Party), именуемую для краткости «Диксикраты» (англ. dixiecrats, от Dixie — Юг США и democrats — демократы). К партии присоединились 6 губернаторов, 19 сенаторов и 1 член палаты представителей, все из южных штатов. На своём съезде в Бирмингеме (штат Алабама) они выдвинули на пост президента Тэрмонда, на пост вице-президента губернатора штата Миссисипи Филдинга Л. Райта. Диксикратам удалось в Алабаме, Луизиане, Миссисипи и Южной Каролине выдвинуть Тэрмонда и Райта как «официальных» кандидатов Демократической партии, в других штатах им пришлось баллотироваться в качестве кандидатов третьей партии. В результате на выборах 1948 года Тэрмонд получил всего 1 175 930 голосов избирателей (2,4 %). После неудачи на выборах диксикраты вернулись в лоно Демократической партии, основав собственную фракцию.
Впоследствии южные демократы не раз пытались расколоть Демократическую партию. В 1956 году часть диксикратов поддержали на выборах Томаса Колемана с его программой защиты прав штатов и сегрегации, за которого отдали свои голоса 107 929 человек (0,2 %). В 1960 году 15 выборщиков-демократов и один от республиканцев проголосовали на выборах за сенатора Гарри Ф. Бёрда.
Конфликт между противниками и сторонниками сегрегации внутри Демократической партии дошёл до предела в 1964 году. Политика президентов-демократов Д. Ф. Кеннеди и Л. Б. Джонсона, направленная на ликвидацию расовой сегрегации на Юге, в частности принятие «Акта о гражданских правах 1964 года», и провозглашение кандидатом на пост президента от республиканцев Барри Голдуотером «новой южной стратегии» привели к тому, что часть южан-консерваторов во главе с С. Тэрмондом перешли в Республиканскую партию. В том же 1964 году губернатор штата Алабама Дж. Уоллес попытался составить конкуренцию на демократических праймериз Л. Б. Джонсону, но вскоре вышел из гонки. В результате на президентских выборах 1964 года Демократическая партия одержала победу, но при этом впервые в истории республиканскому кандидату удалось выиграть голосование сразу в пяти штатах Глубокого Юга, всегда имевшую репутацию демократического оплота. В 1967 году часть диксикратов во главе с Уоллесом создала Американскую независимую партию. На выборах 1968 года Уоллес собрал 9 901 118 голосов (13,5 %). Сумев одержать победу в пяти штатах, он получил голоса 46 выборщиков, став, по словам своих биографов Дэна Т. Картера и Стивена Лешера, «Самым влиятельным проигравшим» XX века в политике США. Американская независимая партия и позже выдвигала своих кандидатов в президенты и на другие посты, но без особого успеха.
В то же время многие диксикраты остались в Демократической партии, присоединившись к так называемым «демократам синего пса», которые при голосованиях в Конгрессе нередко примыкали к республиканцам.

### 1977—1981: Джимми Картер
Когда Джимми Картер решил участвовать в праймериз Демократической партии в 1976 году, то его шансы на успех оценивались невысоко по сравнению с другими более известными политиками. Тем не менее, Уотергейтский скандал был ещё свеж в умах избирателей и поэтому его положение в качестве человека, далёкого от Вашингтона, способствовало росту популярности Картера. Он провёл эффективную кампанию, сумев опередить своего главного конкурента Уоллеса на предварительных выборах во Флориде, а после победы в Северной Каролине выбил его из игры. Со временем Картер победил на всех предварительных выборах в южных штатах, за исключением Алабамы и Миссисипи. При этом ему удалось создать себе имидж кандидата «нового Юга» и заручиться поддержкой не только консервативно настроенных белых южан, но и более либеральных белых северян и ряда известных афроамериканских лидеров, таких, как член палаты представителей от Джорджии Э. Янг и мэр Детройта К. Янг. В результате Картер был выдвинут в президенты уже в первом же туре голосования на национальном конвенте демократов.
Центральное место в предвыборной платформе Картера занимало предложение реорганизовать правительство. Важную роль в его предвыборной кампании сыграли взгляды Картера. Он сочетал консервативную бюджетную и социальную политику с более умеренными взглядами на мир и экологию, что является редким сочетанием в американской политике. В его пользу сыграла и религиозная принадлежность Картера. Он является возрождённым (рождённым свыше) христианином и до 2000 года был членом Южной баптистской конвенции, что позволило ему привлечь голоса 56 % евангельских христиан. В результате он выиграл выборы, получив 40 831 881 голосов избирателей (50,1 %). Картер стал первым с 1848 года представителем Глубокого Юга, избранным президентом.
Картер стал первым с 1956 года и последним демократом, одержавшим победу на президентских выборах во всех штатах бывшей Конфедерации, за исключением Вирджинии, в которой он проиграл Джеральду Форду. С тех пор ни одному кандидату от демократов не удалось повторить этот успех. В 1992 и 1996 годах Билл Клинтон сумел победить в некоторых южных штатах, проиграв в большинстве других. В 2008 году Барак Обама добился успеха в некоторых южных штатах, таких как Флорида, Северная Каролина и Вирджиния. Но в целом после 1976 года Юг стал республиканским. Способствовало этому и то, что в конце 1970-х — в начале 1980-х годов Республиканская партия начала активно привлекать на свою сторону возрождённых христиан, чему способствовали Джерри Фалуэлл, основатель религиозно-политической организации «Моральное большинство», и Пэт Робертсон, основатель телекомпании CBN и «Христианской коалиции».

### 1981—1989: Консервативные демократы эпохи Рейгана
После 1968 года республиканцы начали кампанию по привлечению консервативных южан в Республиканскую партию. Тем не менее, консервативные демократы оставались влиятельной силой в партии на протяжении 1970-х и 1980-х годов. В их числе были и конгрессмены от Демократической партии, такие как Ларри Макдональд, который также был лидером Общества Джона Берча. Во времена администрации Рональда Рейгана блок консервативных демократов, постоянно голосовавших вместе с республиканцами за снижение налогов, увеличение военных расходов и дерегулирование экономики, получил название «Коробочка долгоносиков» (англ. Boll weevil). Большинство консервативных демократов того времени, в конце концов, ушли из активной политики или, как сенаторы Фил Грамм и Ричард Шелби, присоединились к республиканцам. С 1988 года «коробочка долгоносиков» фактически прекратила своё существование.

### 1980-е — 1990-е годы: Новые консерваторы
В 1980 году в ходе праймериз Демократической партии в Нью-Гемпшире малоизвестный политик и экономист, бывший троцкист Линдон Ларуш занял четвёртое место, получив 2 % голосов. Он и его Национальный демократический политический комитет (англ. National Democratic Policy Committee) в значительной степени игнорировались до 1984 года, когда он объявил кандидата в президенты от демократов Уолтера Мондейла советским агентом влияния. После того, как СМИ начали обращать внимание на Ларуша, некоторые его посчитали ультраконсервативным демократом, в первую очередь в связи с тем, что некоторые его взгляды совпадали с позицией администрации Рейгана. Другие, напротив, называли Ларуша левым, вспоминая о том, что с 1940-х и до начала 1970-х годов он декларировал марксистские позиции. Также его называли экстремистом, лидером политического культа, фашистом и антисемитом.
Помимо Ларуша, были и другие демократы, сделавшие в 1980-х годах разворот в сторону консервативных взглядов. В 1988 году Джо Либерман опередил на выборах в Сенат в Коннектикуте республиканца Лоуэлла Викера, сумев получить поддержку от «Морального большинства» и Национальной стрелковой ассоциации. Губернатор штата Колорадо Ричард Ламм издал роман «1988», в котором описал, как бывший демократ выдвигается в президенты от третьей партии как прогрессивный консерватор. В 1996 году Ламм сам попытается выдвинуться в президенты от Партии реформ, но неудачно. В конце 1980-х годов бывший сенатор от Миннесоты и кандидат в президенты от демократов Юджин Маккарти, известный в 1960-х своим либерализмом, стал выступать за сокращение иммиграции в США, а также назвал налоговую службу, Федеральное агентство по связи и Федеральную избирательную комиссию тремя самыми большими угрозами для свободы в Соединённых Штатах.
Артур Шлезингер-младший, известный в 1950-х и 1960-х годах как либеральный демократ, соратник Г. Трумэна и Д. Ф. Кеннеди, написал в 1992 году книгу «Разъединение Америки» (англ. The Disuniting of America), в которой подверг критике мультикультурализм. Джерри Браун, трижды избиравшийся губернатором Калифорнии, участвуя в 1992 году в праймериз Демократической партии одним из главных вопросов своей программы сделал единый налог.

### Текущие тенденции
В 2000-х годах консервативное крыло Демократической партии смогло усилить свои позиции. Во время промежуточных выборов 2006 года целый ряд умеренных и консервативных демократов выступили за запрет абортов и против ограничений на ношение огнестрельного оружия. В тот год впервые за много лет многие консерваторы предпочли голосовать за демократов, а не за республиканцев. В ходе тех выборов «Коалиция синей собаки» получила девять мест. В 2010 году к «синим собакам» присоединилась часть конгрессменов, ранее считавшихся умеренными демократами.

## Консервативные демократы сегодня

### Коалиция синей собаки
В 1994 году в ответ на республиканский успех на выборах в ноябре группа умеренных и консервативных демократов в Палате представителей США объединились, назвав себя «Демократами синей собаки» (англ. Blue Dog Democrats). Своим талисманом они выбрали синюю собаку, намекая на старую шутку, мол, южанин будет голосовать за демократов, даже если кандидатом от Демократической партии будет «жёлтая собака». Голубой же был выбран, так как является традиционным цветом демократов.
Организации умеренных демократов Совет демократического лидерства (англ. Democratic Leadership Council, DLC) и Новая демократическая коалиция (англ. New Democrat Coalitions) не являются консервативными, но по многим вопросам они близки к демократам «синей собаки».

### Зелл Миллер
Американский сенатор-демократ от Джорджии Зелл Миллер, всегда известный своими консервативными взглядами, после терактов 11 сентября стал занимать более критическую позицию по отношению к Демократической партии, ссылаясь, среди прочего, на несогласие со сторонниками антивоенных взглядов. С 2003 года Миллер начал последовательно голосовать в сенате с республиканцами. В том же году он написал и опубликовал книгу A National Party No More: The Conscience of a Conservative Democrat, в которой открыто изложил свои взгляды, обвинив демократов в предательстве идеалов партии, которую он охарактеризовал как левую и отдалившуюся от Америки. На съезде республиканцев в 2004 году Миллер открыто поддержал переизбрание Джорджа Буша и осудил собственную партию. При этом он отказался перейти к республиканцам, сказав, что «Я буду демократом до дня моей смерти». В том же 2004 Миллер не стал участвовать в выборах в Сенат, поддержав кандидатуру республиканцев. Многие демократы критиковали его действия.

### Взгляды консервативных демократов
В целом консервативные демократы разделяют платформу Демократической партии, но по некоторым вопросам они занимают консервативные позиции. Например, существуют течения «Демократы Америки за жизнь» (англ. Democrats for Life of America, выступают против абортов) и «Демократы второй поправки» (англ. Amendment II Democrats, поддерживают свободную продажу оружия). Также большинство консервативных демократов выступают против однополых браков и придерживаются более либеральных взглядов на роль государства в экономике.
Консервативные демократы, как правило, более умеренные, чем консервативные республиканцы. Некоторые из них поддерживают социальные программы (например, социальной защиты, Medicare, Medicaid), считая, что все американцы должны иметь медицинскую страховку и пенсионное обеспечение, категорически выступая против приватизации социальных учреждений. При этом их представления о браке, абортах, и, в некоторой степени, смертной казни и праве владеть оружием в большинстве случаев близки к республиканским. В то же время некоторые демократы придерживаются либеральных взглядов по социальным вопросам, но близки к консерваторам в экономических вопросах или в вопросах внешней политики.
10 мая 2005 года Pew Research Center опубликовал итоги масштабного исследования «Beyond Red Vs. Blue». Исследователи определили консервативных демократов (14 % взрослого населения и 15 % зарегистрированных избирателей) как одну из трёх основных сил Демократической партии (двумя другими являются либералы и так называемые «обездоленные демократы»). На праймериз и выборах консервативные демократы нередко в пику либералам поддерживают «Новых демократов», усиливая это течение.

### Консерваторы и Демократическая партия
Традиционно большая часть консервативных деятелей и организаций США поддерживают республиканцев и их кандидатов на выборах. Но бывают и исключения. Так, во время выборов 2004 года несколько известных консерваторов поддержали кандидата демократов Джона Керри, утверждая, что администрация Буша проводит политику, которая была отнюдь не консервативной. Среди них наиболее заметными были Эндрю Салливан, британский политический обозреватель и блогер, живущий в США, Пол Крейг Робертс, американский экономист и обозреватель, Пэт Бьюкенен, американский палеоконсервативный политобозреватель, и Скотт МакКоннелл, американский журналист, основатель и главный редактор журнала The American Conservative.
В 2006 году сенатор-демократ от Небраски Бен Нельсон получил одобрение Национального комитета «Право на жизнь» и Национальной стрелковой ассоциации, которые, как правило, поддерживают республиканцев.